# زوي بيرد
زوي بيرد (بالإنجليزية: Zoë Baird)‏ هي محامية أمريكية، ولدت في 20 يونيو 1952 في بروكلين في الولايات المتحدة.

## وصلات خارجية
- زوي بيرد على موقع إن إن دي بي (الإنجليزية)